# Glossar zur Geschichte der chinesisch-ausländischen Beziehungen
Dies ist ein Glossar zur Geschichte der chinesisch-ausländischen Beziehungen. Es umfasst schwerpunktmäßig Werke (im Schrägdruck) und Personen, aber auch andere Begriffe (Epochen, u. a.).
Die folgende im steten Aufbau befindliche Übersicht erhebt keinen Anspruch auf Aktualität oder Vollständigkeit. Das Glossar hat seinen Schwerpunkt auf dem, was auf Chinesisch mit dem Begriff Zhong-Wai jiaotong shi (中外交通史; etwa: Geschichte der chinesisch-ausländischen Beziehungen; engl. History of Sino-Foreign Communications, History of the Communication between China and Foreign Countries u. a.) bezeichnet wird, wie sie sich in den alten Reiseberichten und Dokumenten widerspiegelt, insbesondere den chinesischen, sowie den Reisenden bzw. Verfassern selbst.

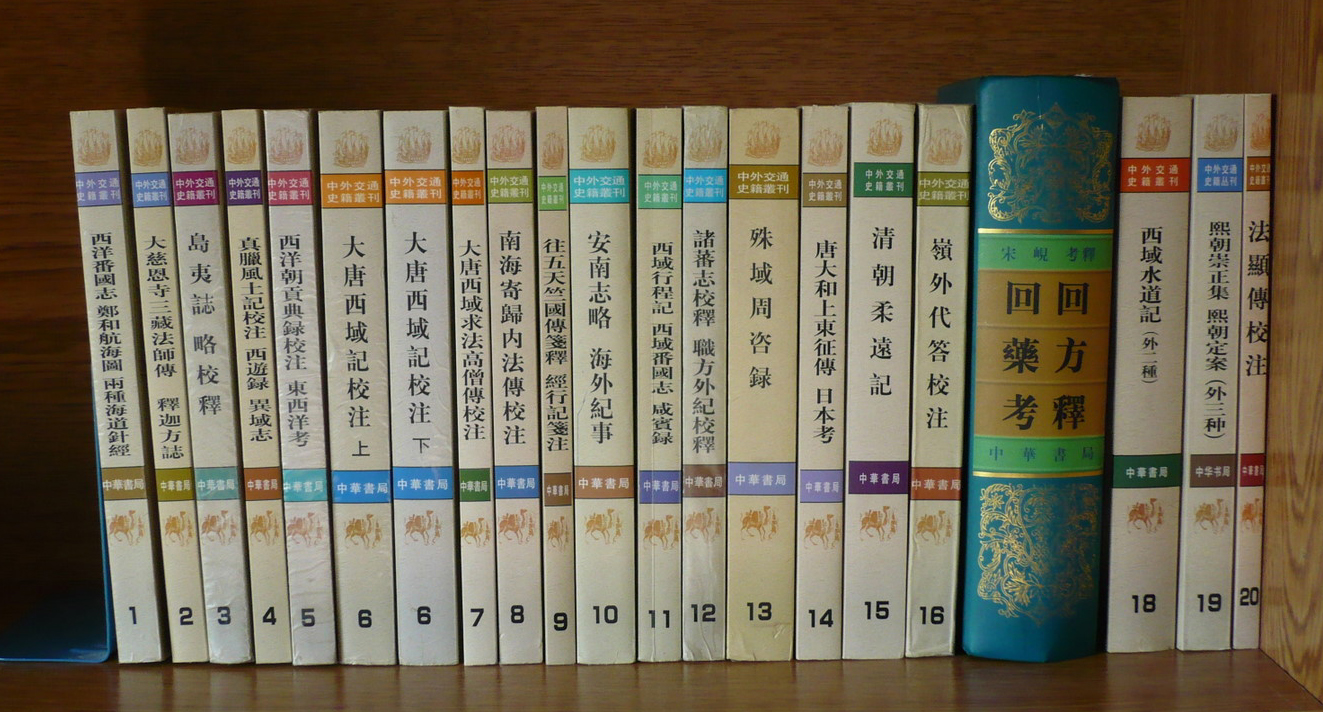
Foto der Buchrücken des Sammelwerkes Zhong-Wai jiaotong shiji congkan

Einen hervorragenden Gesamteindruck wichtiger Dokumente aus den verschiedenen Dynastien bis hinein in die Neuzeit vermittelt die 20-bändige, im Zhonghua-Verlag erschienene chinesische Buchreihe Zhong-Wai jiaotong shiji congkan (Abk. ZWJTSJCK), die zahlreiche von chinesischen Fachwissenschaftlern (anfangs unter Xiang Da) herausgegebene Dokumente vereint. Das Portal:Geschichte der chinesisch-ausländischen Beziehungen der chinesischsprachigen Wikipedia bietet ebenfalls einen ersten Überblick.

## Glossar
Anmerkung: Die angegebenen Dynastien sind die chinesischen (auch bei nicht-chinesischen Personen). Die angegebenen (teils ungefähren) Titelübersetzungen sind zumeist eine von mehreren möglichen, die einzelnen in chinesischer Form angegebenen Titel werden in Pinyin-Schreibung (im Schrägdruck) mit nachgestellten chinesischen Schriftzeichen angegeben (Kurzzeichen).

### A
- Abu Sayyid Hassan 阿布·赛义德·哈桑 (Abu Zaid al-Hasan), aus Siraf
- Giulio Aleni 艾儒略 (1582–1649), jesuitischer China-Missionar
- Annan zhilüe 安南志略 (ZWJTSJCK, Bd. 10)

### B
- Bai Jin 白晋 (Qing-Dynastie)
- Ban Chao 班超 (Östliche Han-Dynastie)
- Emil Bretschneider 贝勒 (1833–1901): Mediaeval Researches (1888) (Qing-Dynastie)

### C
- Chen Cheng 陈诚 (Ming-Dynastie)

### D
- Da Ci'en si Sanzang fashi zhuan 大慈恩寺三藏法师传  (ZWJTSJCK, Bd. 2)
- Đại Nam thực lục
- Danan shilu 大南实录, siehe unter Đại Nam thực lục
- Daoyi zhilüe 岛夷志略 (Ein kurzer Bericht über die Barbareninseln) (ZWJTSJCK, Bd. 3)
- Datang xiyu ji 大唐西域记 (ZWJTSJCK, Bd. 6)
- Datang xiyu qiufa gaoseng zhuan 大唐西域求法高僧传 (ZWJTSJCK, Bd. 7)
- Dong-Xiyang kao 东西洋考 (ZWJTSJCK, Bd. 5)
- Drei Reiche 三国
- Du Huan 杜环 (Tang-Dynastie)

### E
- Joseph Edkins 艾约瑟 (Qing-Dynastie)

### F
- Fan Shouyi 樊守义/樊守義 (Qing-Dynastie), siehe auch Shenjian lu 身见录
- Faxian zhuan 法显传/法顯傳 (ZWJTSJCK, Bd. 20)
- Fei Xin 费信 (Ming-Dynastie)
- Foguo ji 佛国记

### G
- Gan Ying 甘英 (Östliche Han-Dynastie)
- Benedikt Goës 鄂本笃 (Ming-Dynastie)
- Gong Zhen 巩珍 (Ming-Dynastie)

### H
- Haidao yizhi 海岛逸志
- Haiwai jishi 海外纪事 (ZWJTSJCK, Bd. 10)
- Han-Dynastie 汉代, siehe Zhang Qian, Ban Chao, Gan Ying
- Hethum I. 海屯一世 (Song-Dynastie)
- Hethum I. Reise nach Zentralasien 海屯王中亚记行
- Historiker (des Bereiches Geschichte der chinesisch-ausländischen Beziehungen) : Zhang Xie 张燮, Yan Congjian 严从简, Yan Zonglin 阎宗临, Feng Chengjun 冯承钧, Xiang Da 向达, Paul Pelliot 伯希和, William Woodville Rockhill 柔克义, Giulio Aleni 艾儒略, Friedrich Hirth 夏德, Joseph Edkins 艾约瑟
- Huang Ming siyi kao 皇明四夷考, Zheng Xiao 鄭曉 (1499—1566)
- Huichao 慧超 (Tang-Dynastie)
- Huihui yaofang kaoshi 回回药方考释 (ZWJTSJCK, Bd. 17)

### I
- Ibn Battutas Reisebericht 伊本·白图泰游记
- Ibn Battuta 伊本·白图泰 (Yuan-Dynastie)

### J
- Jingxingji 经行记 (Reiseaufzeichnungen) (ZWJTSJCK, Bd. 9)
- Jingjing 景净 (Tang-Dynastie)
- Johannes de Plano Carpini 柏郎嘉宾 (Yuan-Dynastie)

### K
- Kang Tai 康泰, siehe unter Wushi waiguo zhuan

### L
- Liangzhong haidao zhenjing 两种海道针经 (mit den beiden Teilen Shunfeng xiangsong 顺风相送 und Zhinan zhengfa 指南正法) (ZWJTSJCK, Bd. 1)
- Lingwai daida 岭外代答 (ZWJTSJCK, Bd. 16)
- Luoyang qielan ji 洛陽伽藍記
- James Legge 理雅各 (Qing-Dynastie)

### M
- Ma Huan 马欢 (Ming-Dynastie)
- Marco Polo 马可·波罗 (Yuan-Dynastie)
- Marco Polos Reisebericht 马可·波罗游记
- Walter Henry Medhurst 麦华陀/麦都思 (1796–1857) (Qing-Dynastie)
- Ming-Dynastie 明代: Zheng He 郑和, Zheng Hes Reise in den Westen 郑和下西洋, Ma Huan 马欢, Fei Xin 费信, Gong Zhen 巩珍, Chen Cheng 陈诚, Schāh Ruch 沙哈鲁, Benedikt Goës 鄂本笃

### N
- Nanhai jiguinei fazhuan 南海寄归内法传 (ZWJTSJCK, Bd. 8)
- Nanzhou yiwu zhi 南州異物志

### O
- Odorich von Portenau 鄂多立克 (Yuan-Dynastie)
- Östliche Han-Dynastie, siehe Ban Chao, Gan Ying

### P
- Paul Pelliot 伯希和 (1878–1945)

### Q
- Qingchao rouyuan ji 清朝柔远记 (ZWJTSJCK, Bd. 15)
- Qing-Dynastie 清代: Fan Shouyi 樊守义, Bai Jin 白晋, Joseph Edkins 艾约瑟, Alexander Wylie 偉烈亞力, Emil Bretschneider 贝勒, Walter Henry Medhurst 麦华陀/麦都思, James Legge 理雅各, Zhang Deyi 张德彝
- Qinming zhuanjiao yueshu 欽命傳教約述 (ZWJTSJCK, Bd. 19)

### R
- Wilhelm von Rubruk 鲁不鲁乞 (Yuan-Dynastie)

### S
- Schāh Ruch 沙哈鲁 (Ming-Dynastie)
- Shahalu qian shi Zhongguo ji 沙哈鲁遣使中国记
- Shenjian lu 身见录, von Fan Shouyi 樊守義, ein früher chinesischsprachiger Reisebericht über Europa eines Gesandten des Kangxi-Kaisers, geschrieben 1721
- Shijia fangzhi 释迦方志 (ZWJTSJCK, Bd. 2)
- Shunfeng xiangsong 顺风相送
- Shuyu zhouzi lu 殊域周咨录 (ZWJTSJCK, Bd. 13)
- Song-Dynastie 宋代: Zhou Qufei 周去非, Zhao Rushi 赵汝适, Hethum I. 海屯一世, Abu Sayyid Hassan  阿布·赛义德·哈桑
- Sulaiman (Tang-Dynastie)

### T
- Tangdai Chang’an yu Xiyu wenming 唐代长安与西域文明
- Tangda heshang dongzheng zhuan 唐大和上东征传 (Ribenkao 日本考) (ZWJTSJCK, Bd. 14)
- Tang-Dynastie唐代: Xuanzang 玄奘, Yijing 义净, Huichao 慧超, Jingjing 景净, Du Huan 杜环, Sulaiman 苏来曼 (Reisender)

### U
[kein Eintrag]

### V
- 1421. Als China die Welt entdeckte 1421年:中国发现世界 , von Gavon Menzies (mit von Fachhistorikern abgelehnten Thesen)

### W
- Wang Dayuan 汪大渊 (Yuan-Dynastie)
- Wang ocheonchukguk jeon 往五天竺国传 (ZWJTSJCK, Bd. 9)
- Wangwu tianzhuguo zhuan 往五天竺国传, siehe unter Wang ocheonchukguk jeon
- Westliche Han-Dynastie, siehe Zhang Qian
- Wushi waiguo zhuan 吴时外国传
- Alexander Wylie 偉烈亞力 (Qing-Dynastie)

### X
- Xianbin lu 咸宾录 (ZWJTSJCK, Bd. 11)
- Xiang Da 向达 (1900–1966)
- Xichao chongzheng ji 熙朝崇正集 (ZWJTSJCK, Bd. 19)
- Xichao ding'an 熙朝定案 (ZWJTSJCK, Bd. 19)
- Xingcha shenglan 星槎胜览
- Xiyang chaogong dianlu 西洋朝贡典录 (ZWJTSJCK, Bd. 5)
- Xiyang fanguo zhi 西洋番国志 (ZWJTSJCK, Bd. 1)
- Xiyou lu 西游录 (ZWJTSJCK, Bd. 4)
- Xiyu 西域 („Westliche Regionen / Westliche Gebiete“), bezeichnet traditionell diejenigen Gebiete, welche während der Han-Zeit westlich von Dunhuang lagen
- Xiyu fanguo zhi 西域番国志  (ZWJTSJCK, Bd. 11)
- Xiyu shuidao ji 西域水道记 (waierzhong 外二種：Hanshu Xiyu zhuan buzhu 汉书西域传补注, Xinjiang fu 新疆赋) (ZWJTSJCK, Bd. 18)
- Xiyu xingcheng ji 西域行程记 (ZWJTSJCK, Bd. 11)
- Xuanzang 玄奘 (Tang-Dynastie)

### Y
- Yelu Xiliang 耶律希亮 (Yuan-Dynastie)
- Yijing 义净 (Tang-Dynastie)
- Yingya shenglan 瀛涯胜览
- Yiyu zhi 异域志 (ZWJTSJCK, Bd. 4)
- Yuan-Dynastie 元代: Johannes de Plano Carpini 柏郎嘉宾, Wilhelm von Rubruk 鲁不鲁乞, Marco Polo 马可·波罗,  Wang Dayuan 汪大渊, Yelu Xiliang 耶律希亮, Zhou Daguan 周达观, Odorich von Portenau 鄂多立克, Ibn Battuta 伊本·白图泰

### Z
- Zhang Deyi 张德彝 (Qing-Dynastie)
- Zhang Qian 张骞 / 張騫 Zhāng Qiān (2. Jhd. v. Chr.) Diplomat, berühmt für seine Taten in Innerasien
- Zhao Rushi 赵汝适 (Song-Dynastie)

- Zhaodai qinchong tianjiao zhihua xulüe 昭代欽崇天教至華叙略 (ZWJTSJCK, Bd. 19)
- Zheng He 郑和 (Ming-Dynastie)
- Zheng Hes Reise in den Westen 郑和下西洋 (Ming-Dynastie)
- Zheng He hanghai tu 郑和航海图(ZWJTSJCK, Bd. 1)
- Zheng He xiaxiyang kao 郑和下西洋考
- Zhengjiao fengbao 正教奉褒 (ZWJTSJCK, Bd. 19)
- Zhenla fengtu ji 真腊风土记 (ZWJTSJCK, Bd. 4)
- Zhifang waiji 职方外纪 (ZWJTSJCK, Bd. 12)
- Zhong-Wai jiaotong shiji congkan 中外交通史籍丛刊 (Abk. ZWJTSJCK), 20-bändige Buchreihe
- Zhou Daguan 周达观 (Yuan-Dynastie)
- Zhou Qufei 周去非 (1135—1189) (Song-Dynastie)
- Zhufan zhi 诸蕃志 (ZWJTSJCK, Bd. 12)